# اندرسونیا (کالیفرنیا)
اندرسونیا (به انگلیسی: Andersonia) یک منطقهٔ مسکونی در ایالات متحده آمریکا است که در شهرستان مندوسینو، کالیفرنیا واقع شده‌است. اندرسونیا ۱۶۵ متر بالاتر از سطح دریا واقع شده‌است.